# Orlando Cruz
Orlando Iván Cruz Torres (Yabucoa, Puerto Rico, 1 de julio de 1981) es un boxeador profesional puertorriqueño. Cuando era amateur representó a Puerto Rico en los Juegos Olímpicos de Sídney 2000.

## Biografía
Nació en San Juan de Puerto Rico. Años más tarde participó de forma amateur en los Juegos Olímpicos de Sídney 2000 y luego profesionalmente el 15 de diciembre de 2000 en un combate contra Alfredo Valdez en Puerto Rico. No perdió ningún combate hasta el año 2009, cuando fue derrotado por Cornelius Lock por nocaut técnico. En septiembre de 2012, Cruz ocupaba el número 4 del ranking de la Organización Mundial de Boxeo.
El viernes 19 de octubre de 2012, venció al mexicano Jorge Pazos por amplia decisión unánime en Miami (Florida). La victoria le abrió las puertas al combate por el título mundial de las 126 libras contra el mexicano Orlando Salido el 12 de octubre de 2013. El combate tuvo lugar en Las Vegas y se saldó con la victoria de Orlando Salido por nocaut en el séptimo asalto. Cruz salió al ring con los colores de la bandera LGBT en su vestimenta deportiva, en vez de los colores de la bandera puertorriqueña, como es habitual en estos combates. El cambio de colores causó malestar en algún sector de la afición. Cruz lamentó posteriormente esta polémica involuntaria y declaró su respeto por la bandera puertorriqueña.

## Vida personal
El 4 de octubre de 2012, Cruz emitió un comunicado en el que afirmaba: "Siempre he sido y seguiré siendo un orgulloso puertorriqueño. Siempre he sido y seguiré siendo un orgulloso hombre gay", convirtiéndose así en el primer boxeador en hacer público que es gay estando todavía en activo profesionalmente. El boxeador recibió el respaldo de los puertorriqueños Ricky Martin, también gay, y del boxeador Miguel Cotto.